# KZ8A
Електровоз KZ8A - казахський вантажний магістральний електровоз змінного струму.

## Історія
В 2010 у Қазақстан темір жолы під час проведення Петербурзького міжнародного економічного форуму уклала тристоронній договір з компанією Alstom Transport на розробку проекту, створення прототипу і подальшої збірки вантажних восьмивісних і чотиривісних електровозів і з компанією ЗАТ «Трансмашхолдинг» для сприяння при випуску електровозів на території Республіки Казахстан.
Восьмивісні вантажні електровози отримали умовну абревіатуру KZ8A, за аналогією вже існуючих пасажирських електровозів KZ4A, розроблений компанією Siemens AG, а чотирьохвісний пасажирський електровоз отримав абревіатуру KZ4At (t - маркування пасажирського електровоза розробленого компанією Alstom Transport).
Розшифровка абревіатури наступна: KZ - міжнародне скорочення Казахстан; 4 або 8 - кількість осей; латинська буква А - означає наявність асинхронних тягових двигунів.
Основною метою створення вантажного електровоза KZ8A, є заміна новочеркаських електровозів ВЛ80 серій С і Т які експлуатуються на території Республіки Казахстан з 1979 року.

## Експлуатація
Введення в експлуатацію очікується в листопаді 2013 року, першим депо приписки є експлуатаційне депо м. Астана.

## Цікаві факти
Локомотиви стануть одними з найпотужніших у світі, здатні перевозити вантажні поїзди масою до 9000 тонн; крім того, вони спроектовані для функціонування в умовах екстремальних температур.
Маса електровозів становить 200 тонн, потужністю 8,8 МВт і максимальною швидкістю 120км/год.